# Onze-Lieve-Vrouw-van-Lourdeskerk (Tilburg)

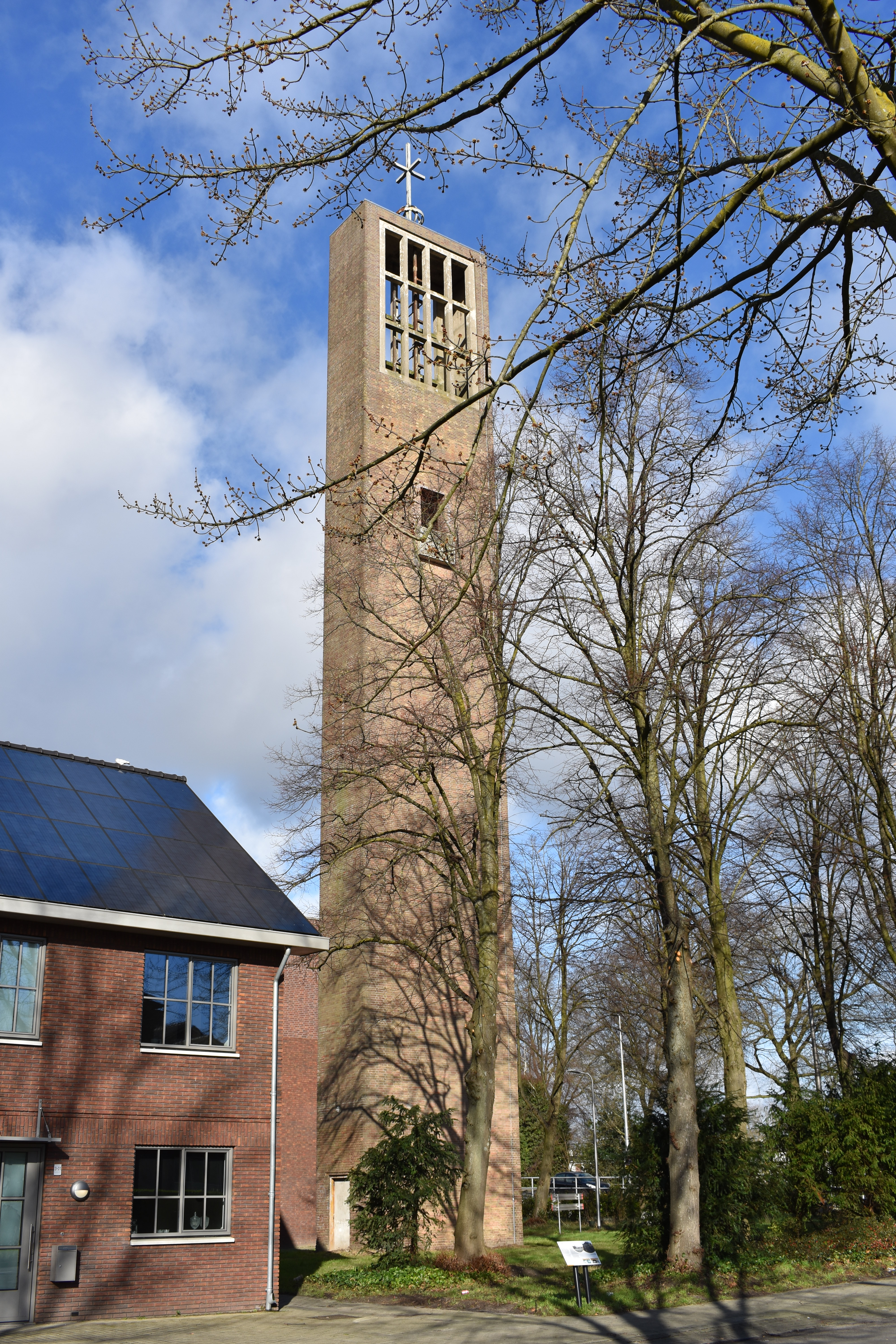
De overgebleven kerktoren in 2022

De Onze-Lieve-Vrouw-van-Lourdeskerk was een parochiekerk in de Noord-Brabantse stad Tilburg. De kerk was gelegen aan het Lourdesplein.

## Geschiedenis
In 1921 werd de Onze-Lieve-Vrouw-van-Lourdesparochie opgericht. Deze kocht een oude metaalgieterij van de in 1920 gesloten metaalgieterij van Jérome van Dun & Co. aan de Piushaven. Architect Jos Donders ontwierp de verbouwing van deze hal tot kerk. Op het dak werd een torentje aangebracht. In 1965 kwam een nieuwe kerk gereed. De kerk aan de Piushaven werd verkocht en er kwamen kleine bedrijfjes in, en later een supermarkt. Daarna raakte het gebouw in verval. Uiteindelijk werd het in 2015-2016 omgebouwd tot een woningencomplex.
Vanaf 1928 werd hier ook de Sint-Christoffelzegening gegeven. Dit gebeurde ook nog bij de nieuwe kerk.
De nieuwe kerk aan het Lourdesplein werd ontworpen door Jos Schijvens. In 1998 werd deze kerk onttrokken aan de eredienst. In afwachting van eventuele sloop werd de kerk nog gebruikt als opslag- en atelierruimte. In 2006 werd onderzocht of de kerk als monument geklasseerd kon worden. Deze discussie werd echter overbodig door een brand in 2007, waarbij de kerkruimte werd verwoest. De losstaande toren bleef onbeschadigd en deze werd – als gemeentelijk monument – bewaard als kenmerkend baken op het Lourdesplein.

## Gebouw
Het betrof een laag, bakstenen kerkgebouw met bijgebouwen en een plat dak. De kerk had een opvallend hoge bakstenen klokkentoren op rechthoekige plattegrond.